# Micraster
Micraster is een geslacht van uitgestorven Echinoïdea uit het Boven-Krijt tot het Onder-Eoceen en het typegeslacht van de familie Micrasteridae. De overblijfselen zijn gevonden in Afrika, Antarctica, Europa en Noord-Amerika. Micraster was een infaunale echinoïde die in een hol onder het sedimentoppervlak leefde. De test is duidelijk bilateraal en er is een diepe voorste groef om water met organische deeltjes naar de mond te brengen. De buisvoeten houden een toevoer van met nutriënten beladen water in het hol. De anus heeft een afvoerbuis erachter.

## Beschrijving
Deze zee-egels met een diameter van vijf centimeter kenmerkten zich door een dik, hartvormig pantser met een korrelig oppervlak. De mond bevond zich aan de voorzijde van het pantser, dicht bij de rand. Het dier had vijf bloembladvormige ambulacra, die smal en tamelijk kort waren. De ruimten tussen de verdiepte ambulacraalvelden waren gevuld met grote platen.

## Leefwijze
Vertegenwoordigers van dit geslacht leefden op de bodem van de Krijtzeeën in de zachte modder, die via een diepe groeve aan de voorzijde naar de mond werd gestuwd, zodat het voedsel hieruit kon worden gefilterd.

## Doorlopende evolutie
In de klassieke tekst The Science of Life (1931) gebruiken Herbert George Wells, Julian Huxley en GP Wells Micraster als een voorbeeld van een fossiel waarvan de continue evolutie over ongeveer 10 miljoen jaar kan worden getraceerd via 450 - 500 voet krijtbedden van de late Krijt. Ze wijzen op: 'Gedurende deze lange periode zijn de fossiele Micrasters zo overvloedig dat honderdduizenden kunnen worden verzameld en een geleidelijke evolutie kan worden gevolgd terwijl we omhoog gaan. De veranderingen zijn blijkbaar triviaal. Er is een langzame verandering van vorm van nogal afgeplat tot nogal gebogen, en van tamelijk langwerpig tot ongeveer even breed als de mond. De mond kruipt gestaag naar voren, de afstand vanaf de voorste rand van het onderoppervlak afnemend van ongeveer een derde van de lichaamslengte in de vroege typen tot een zesde op zijn laatst, op een totale lengte van vijftig tot zestig millimeter ... hoewel de veranderingen klein zijn, zijn ze absoluut continu, de egels die op één niveau worden gevonden, tamelijk onmerkbaar in die van de rest; een enkel exemplaar kan inderdaad karakters van één soort vertonen in sommige van zijn buisvoeten, personages van een ander in de rest'.

## Soorten
- Micraster norfolkensis Smith & Wright, 2012 †
- Micraster burgiensis Lambert, 1935 †
- Micraster coravium Moskvin & Poslavskaya, 1959 †
- Micraster decipiens Bayle 1878 †
- Micraster depressus Kongiel, 1937 †
- Micraster desori Odum, 1926 †
- Micraster elevatus Sánchez Roig, 1949 †
- Micraster gappi Kühn, 1925 †
- Micraster leskei d'Orbigny, 1855 †
- Micraster piriformis Böhm, 1927 †
- Micraster subglobosus Moskvin & Poslavskaya, 1959 †
- Micraster trangahyensis Lambert, 1936 †
- Micraster turonensisBayle 1878 †
- Micraster uddeni Cooke, 1953 †
- Micraster vistulensis Kongiel, 1950 †